# Miss Connecticut USA
Miss Connecticut USA é a etapa estadual do mais tradicional concurso de beleza feminino da região. Tem como intuito selecionar a melhor, dentre as várias candidatas municipais e regionais ao título, para que esta represente seu Estado e cultura no certame de Miss USA. O Connecticut tem apenas um título nacional, obtido pela modelo Erin Brady em 2013. Erin foi uma das dez semifinalistas do concurso Miss Universo 2013 realizado na Rússia.

## Sumário de Resultados

### Classificações
| Posição         | Performance |
| Miss USA        | 1           |
| 2º. Lugar       | 2           |
| 3º. Lugar       |             |
| 4º. Lugar       |             |
| 5º. Lugar       | 1           |
| Semifinalista   | 7           |
| Total           | 11          |
| Ranking Oficial | 21º         |

## Vencedoras

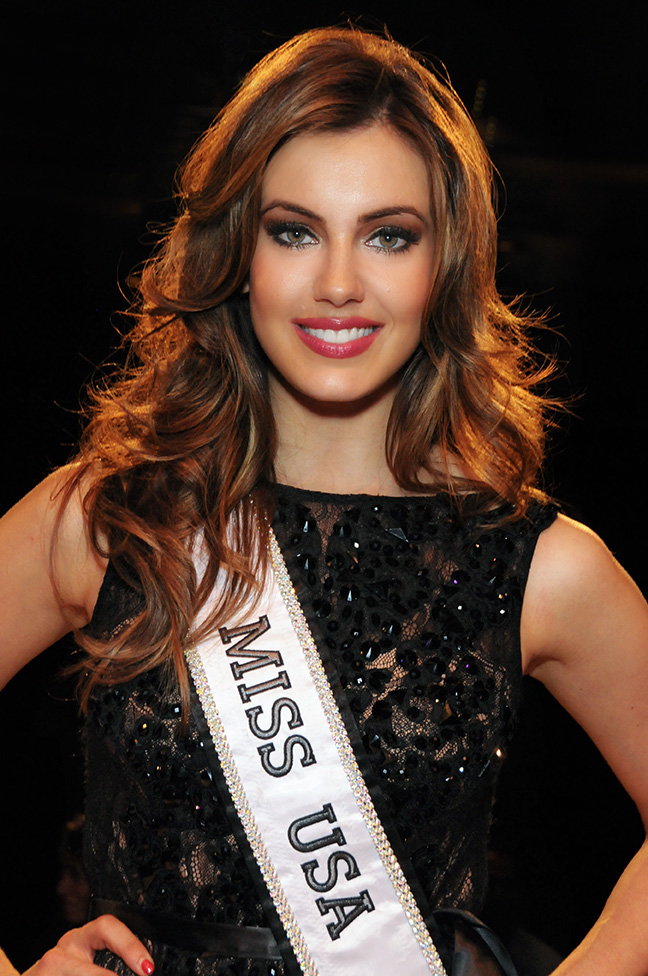
Na foto, Erin Brady, única de seu Estado a ser coroada Miss USA até hoje, em 2013.

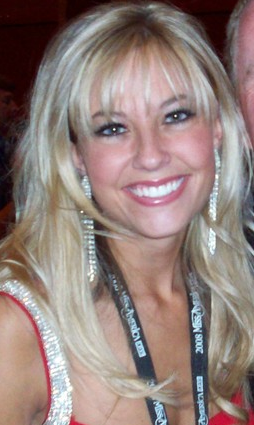
A Miss Connecticut USA 2010, Ashley Bickford.
| Ano  | Representante          | Cidade        | Colocação              | Miss Universo          |
| 2020 | Chelsea Demby          | Farmington    |                        |                        |
| 2019 | Acacia Courtney        | Hamden        |                        |                        |
| 2018 | Jamie Hughes           | Hartford      |                        |                        |
| 2017 | Olga Litvinenko        | Greenwich     |                        |                        |
| 2016 | Tiffany Teixeira       | Bridgeport    | Semifinalista (Top 10) |                        |
| 2015 | Ashley Golebiewski     | Hartford      |                        |                        |
| 2014 | Desirée Pérez          | Stamford      |                        |                        |
| 2013 | Erin Brady             | East Hampton  | MISS USA 2013          | Semifinalista (Top 10) |
| 2012 | Marie-Lynn Piscitelli  | North Haven   |                        |                        |
| 2011 | Blair Griffith         | Lakewood      |                        |                        |
| 2010 | Ashley Bickford        | Torrington    |                        |                        |
| 2009 | Monica Pietrzak        | Manchester    | Semifinalista (Top 15) |                        |
| 2008 | Jacqueline Honulik     | Fairfield     |                        |                        |
| 2007 | Melanie Mudry          | New Hartford  |                        |                        |
| 2006 | Jeannine Phillips      | Lisbon        |                        |                        |
| 2005 | Melissa Mandak         | Hamden        |                        |                        |
| 2004 | Sheila Wiatr           | Rocky Hill    |                        |                        |
| 2003 | Michelle LaFrance      | Orange        |                        |                        |
| 2002 | Alita Dawson           | Hamden        | 5º. Lugar              |                        |
| 2001 | Amy Vanderoef          | Bristol       |                        |                        |
| 2000 | Sallie Toussaint       | Hartford      |                        |                        |
| 1999 | Christina D'Amico      | Stamford      |                        |                        |
| 1998 | Kristina Hughes        | Pawcatuck     |                        |                        |
| 1997 | Christine Pavone       | Shelton       |                        |                        |
| 1996 | Wanda Gonzalez         | Hartford      |                        |                        |
| 1995 | Traci Bryant           | New Haven     |                        |                        |
| 1994 | Mistrella Egan         | Danbury       |                        |                        |
| 1993 | Alison Benusis         | Ridgefield    |                        |                        |
| 1992 | Catherine Sanchez      | Danbury       |                        |                        |
| 1991 | Valorie Abate          | New Haven     |                        |                        |
| 1990 | Allison Barbeau-Diorio | Bridgeport    |                        |                        |
| 1989 | Lisa Vendetti          |               |                        |                        |
| 1988 | Cathy Galasso          | Bridgeport    |                        |                        |
| 1987 | Jolene Foy             |               |                        |                        |
| 1986 | Jennifer Benusis       | Danbury       |                        |                        |
| 1985 | Adrianne Hazelwood     | Hartford      |                        |                        |
| 1984 | Lynne Scalo            | Greenwich     |                        |                        |
| 1983 | Mary Seleman           | Terryville    |                        |                        |
| 1982 | Maureen Szekeres       | Trumbull      |                        |                        |
| 1981 | Kelly Thompson         | Monroe        |                        |                        |
| 1980 | Kristine Wilson        |               |                        |                        |
| 1979 | Mary Beth Lombardi     |               |                        |                        |
| 1978 | Martha Szabo           |               |                        |                        |
| 1977 | Sue Crone              | Meriden       |                        |                        |
| 1976 | Roslyn Ralph           | Waterbury     |                        |                        |
| 1975 | Michele Menegay        | Brookfield    |                        |                        |
| 1974 | Valerie Cappello       | Brooklyn      |                        |                        |
| 1973 | Wendy Vecchiarino      | Danbury       |                        |                        |
| 1972 | Diane Stevens          |               |                        |                        |
| 1971 | Diane Turetzky         | Waterford     |                        |                        |
| 1970 | Patricia Matthews      | Farmington    |                        |                        |
| 1969 | Elizabeth Wanderman    |               | Semifinalista (Top 15) |                        |
| 1968 | Janice Shilinsky       | New Haven     | Semifinalista (Top 15) |                        |
| 1967 | Linda E. Drew          | Bridgeport    |                        |                        |
| 1966 | Pat Denne              | New London    | 2º. Lugar              |                        |
| 1965 | Elizabeth Matusko      | Bridgeport    |                        |                        |
| 1964 | Patricia Powell        | Madison       |                        |                        |
| 1963 | Gail Dinan             | Waterford     |                        |                        |
| 1962 | Diane Zabicki          | New Britain   | 2º. Lugar              |                        |
| 1961 | Florence Mayette       | Hartford      | Semifinalista (Top 15) |                        |
| 1960 | Joyce Trautwig         | Westport      | Semifinalista (Top 15) |                        |
| 1959 | Jayne Burghardt        | Wethersfield  |                        |                        |
| 1958 | Dorothy Dillen         | Stamford      |                        |                        |
| 1957 | Rosemary Galliotti     | West Hartford |                        |                        |
| 1956 | Dorothy Jean Bailey    | Fairfield     |                        |                        |
| 1955 | Jane Louise Bartolotta | Middletown    |                        |                        |
| 1954 | Andrea Todd            | Milford       | Semifinalista (Top 20) |                        |
| 1953 | Beverlee Burlant       | Bridgeport    |                        |                        |
| 1952 | Jo Kuhlmann            | Newtown       |                        |                        |

1. Não são naturais do Estado:
  1. Adrianne Hazelwood (1985) é de Glendale, Winsconsin.
  2. Wanda Gonzalez (1996) é nascida em Porto Rico e se mudou para Hartford aos 5 anos.